# Coryphaeschna
Genre
Coryphaeschna est un genre de libellules de la famille des Aeshnidae (sous-ordre des Anisoptères, ordre des Odonates).

## Systématique
Le genre Coryphaeschna a été créé en 1903 par Edward Bruce Williamson (d).

## Liste d'espèces
Selon ITIS (28 avril 2021) :
- Coryphaeschna adnexa (Hagen, 1861)
- Coryphaeschna amazonica De Marmels, 1989
- Coryphaeschna apeora Paulson, 1994
- Coryphaeschna diapyra Paulson, 1994
- Coryphaeschna huaorania Tennessen, 2001
- Coryphaeschna ingens (Rambur, 1842)
- Coryphaeschna perrensi (McLachlan, 1887)
- Coryphaeschna viriditas Calvert, 1952

## Étymologie
Le nom du genre Coryphaeschna se compose du grec ancien κόρυς, kórys, « casque », et de aeschna.

## Publication originale
- (en) E. B. Williamson, « A proposed new genus of Odonata (Dragonflies) of the Subfamily Aeschninae, Group Aeschna », Entomological news, and proceedings of the Entomological Section of the Academy of Natural Sciences of Philadelphia, Philadelphie, Inconnu, vol. 14,‎ janvier 1903, p. 2-10 (OCLC 1568007, lire en ligne).